# Salacia pynaertii
Salacia pynaertii là một loài thực vật có hoa trong họ Dây gối. Loài này được De Wild. miêu tả khoa học đầu tiên năm 1908.